# Sárvári vár

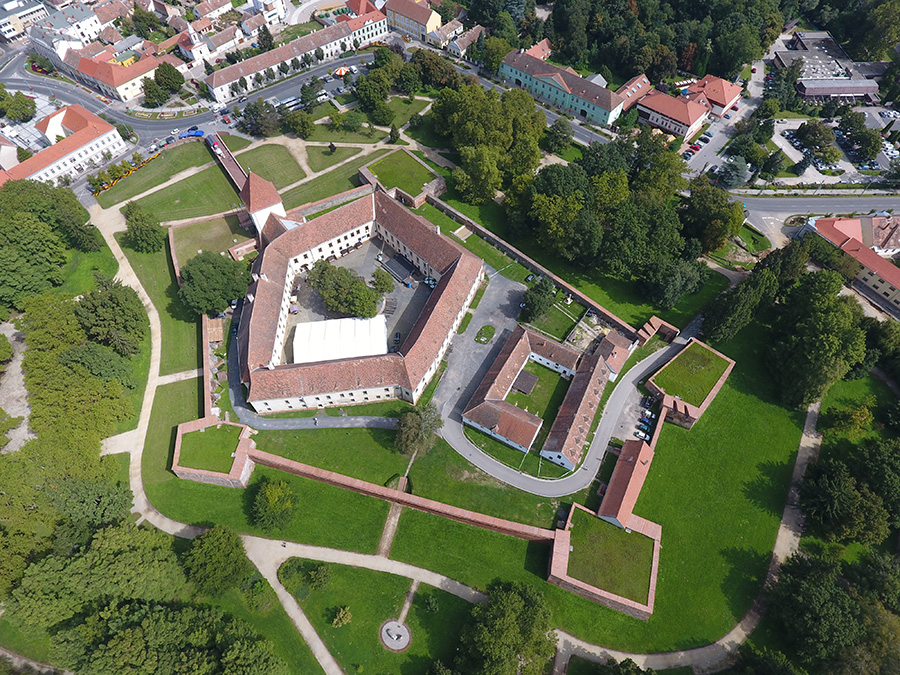
Sárvár, a vár légi fotón

Sárvár vára teljes épségben fennmaradt középkori várkastély, közel a Rába nyugati partjához.

## Története
A vár első írásos említése 1327-ből maradt fenn, amikor is Károly Róbert királyi birtoka volt. Később a Németújvári családé lett, majd Köcski Sándor szerezte vissza a királynak. 1390-ben Luxemburgi Zsigmond király a belső udvari köréhez tartozó Kanizsai János esztergomi érseknek adományozta. A Kanizsai család hűtlensége miatt több évre a Garai család, illetve Ozorai Pipó birtokába került. 1424-től ismét Kanizsai-birtok, majd Kanizsai Orsolya férje, Nádasdy Tamás kapta meg. A Kanizsaiak a 15. század végére zárt udvarú, palotaszárnyakkal bővített és védművekkel erődített várrá építették ki.
A következő évtizedekben Sárvár lett a központja a szépen gyarapodó Nádasdy család uradalmainak, ahol Orsolya asszony intézte férje sűrű távolléteiben a gazdasági ügyeket. A török rablóportyák elleni védelemül 1549–62 között fokozatosan építették ki a sárvári véghelyet, melynek öt, olasz bástyás erődítményét széles vizesárok oltalmazta; ma is ezek határozzák meg az építmény formáját. A törökök által „erős fekete bég”-nek nevezett Nádasdy Ferenc a 16. század végén vitéz vezérként sokszor vitte győzelemre a magyar végváriak hadát, behatolva a török hódoltság területére. Halála után özvegye, Báthori Erzsébet is lakott a vár falai között (őt 1610-ben a felvidéki Csejte várkastélyában Thurzó György nádorispán parancsára elfogták és haláláig várfogságban tartották). 
A 17. században Sárvár uradalmi központjában hatalmas vagyon halmozódott fel, melynek birtokosa III. Nádasdy Ferenc volt, aki az országbírói hivatalt viselte. Ő építtette a kastély fő látványosságának számító dísztermet, melynek mennyezeti freskói 1653-ra készültek el. A főnemes azonban belekeveredett a Habsburg-ház elleni Wesselényi-féle összeesküvésbe, melynek felgöngyölítése után a bosszú nem maradt el: Ferenc országbírót társaival együtt lefejezték, óriási birtokait elkobozták. Sárvárt a hozzá tartozó jobbágyfalvakkal együtt gr. Draskovich Miklós vásárolta meg hatalmas összegért: egymillió háromszázezer forintért. A Rákóczi-szabadságharcban rövid ideig a felkelők kezén volt a vár, majd a 18. század második felében Szily Ádámé; ő festtette a díszterem falainak képeit. Ezután az Esterházy főnemesi família szerezte meg.
A katonai fontosságát elvesztő középkori várat későbbi urai jelentős mértékben átalakították, főleg 1803 után, amikor Habsburg–Lotaringiai Ferdinánd Károly Antal főherceg tulajdonába került. Feltöltötték a külső vizesárkokat és  klasszicista stílusban felújították az épületeket. Utolsó birtokosai a bajor Wittelsbach-ház királyi hercegei voltak, akik 1945-ig többször időztek itt.
Hazai erődítményeink közül a sárvári Nádasdy-vár szerencsés kivételként teljes épségben fennmarad, köszönhetően annak, hogy fennállása során folyamatosan lakták, és karbantartották.
1966-ban kezdődött meg a vár műemléki helyreállítása, melyet 1962-től régészeti feltárások előztek meg. A vár ma a Nemzeti Várprogram harmadik ütemének helyszíne. Felújítását 2017 óta tervezik.

## Látnivalók
A Nádasdyak idején váltotta az építészetben a reneszánsz stílust a barokk. Ennek megfelelően a várudvart reneszánsz árkádsor övezi, a díszterem és a szomszédos szalonok viszont már barokk ízlésben épültek.

## Nádasdy Ferenc Múzeum
Az épületben, 1300 m²-en rendezték be a Nádasdy Ferenc Múzeum kiállításait:
- Huszárok 1526–1945 (történeti kiállítás) – Európa egyetlen huszárkiállítása
- Carta Hungarica – térképtörténeti kiállítás
- Iparművészeti kiállítás
- Sárvár története (történeti kiállítás)
- Nyomdászat és könyvkiadás a Nádasdy-birtokokon (történeti kiállítás)

## A díszterem
A barokk stílusú dísztermet Nádasdy III. Ferenc építtette 1649–53 között. A mennyezetképeket, melyek közt freskók és seccók egyaránt vannak, Hans Rudolf Miller festette 1653-ban. A monumentális csataképsorozat a hazai barokk művészet legnagyobb szabású történeti falképsorozata; többségük Nádasdy II. Ferenc, a „fekete bég” a törökkel vívott csatáit ábrázolja.
A díszterem oldalfalain id. Dorfmeister István 1769-ben, vegyes technikával (olaj és al fresco–secco) festett ótestamentumi jelenetei láthatók, többek között:
- Dávid és Góliát
- Sámson és Delila
- Judit és Holofernész.

A teremben álló két, márványberakásokkal és aranyozással díszített, kétszárnyú kabinetszekrényt a múzeum az Ocskay családtól vásárolta.

## Képgaléria

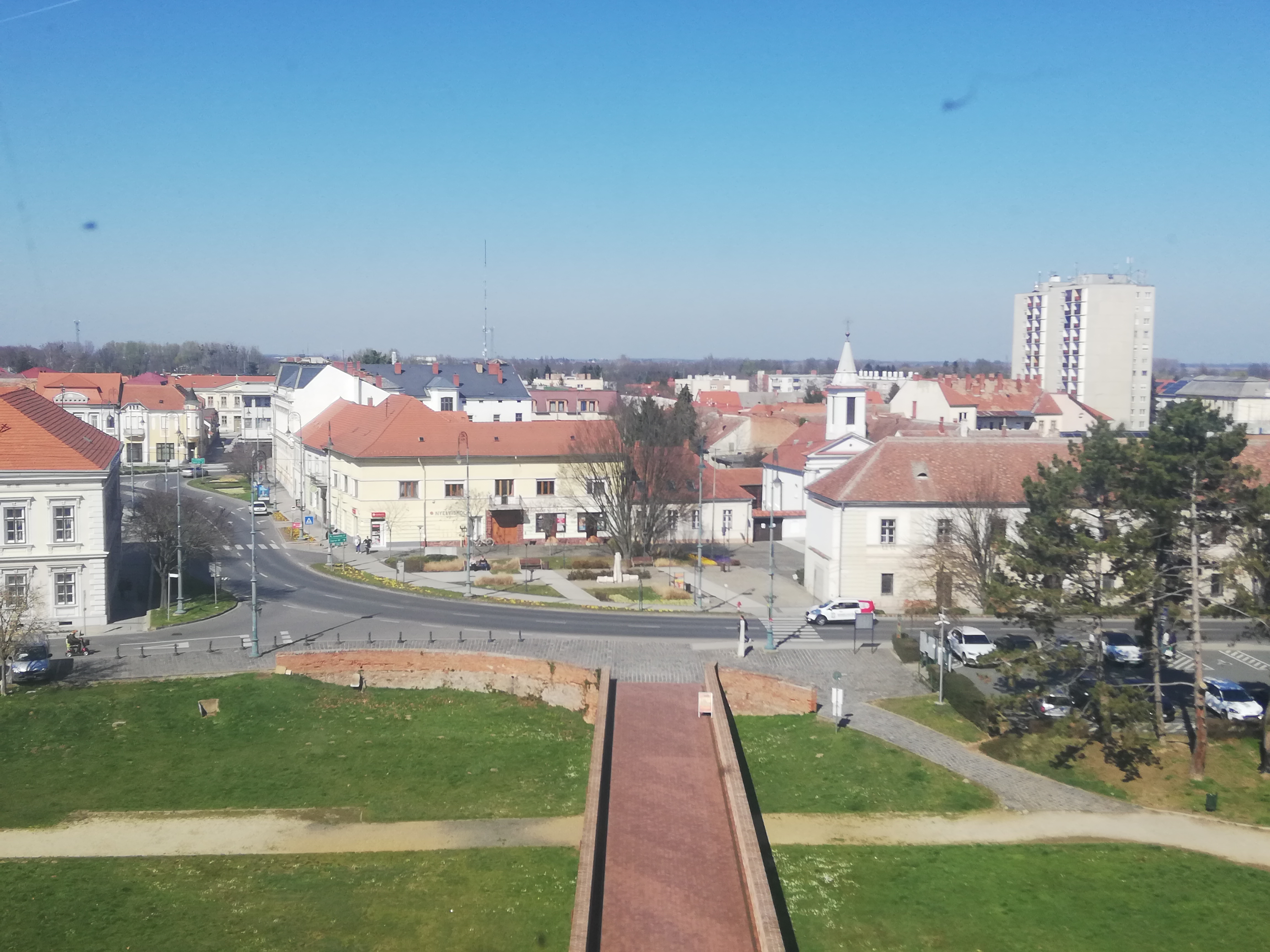
Kilátás a vártoronyból észak felé
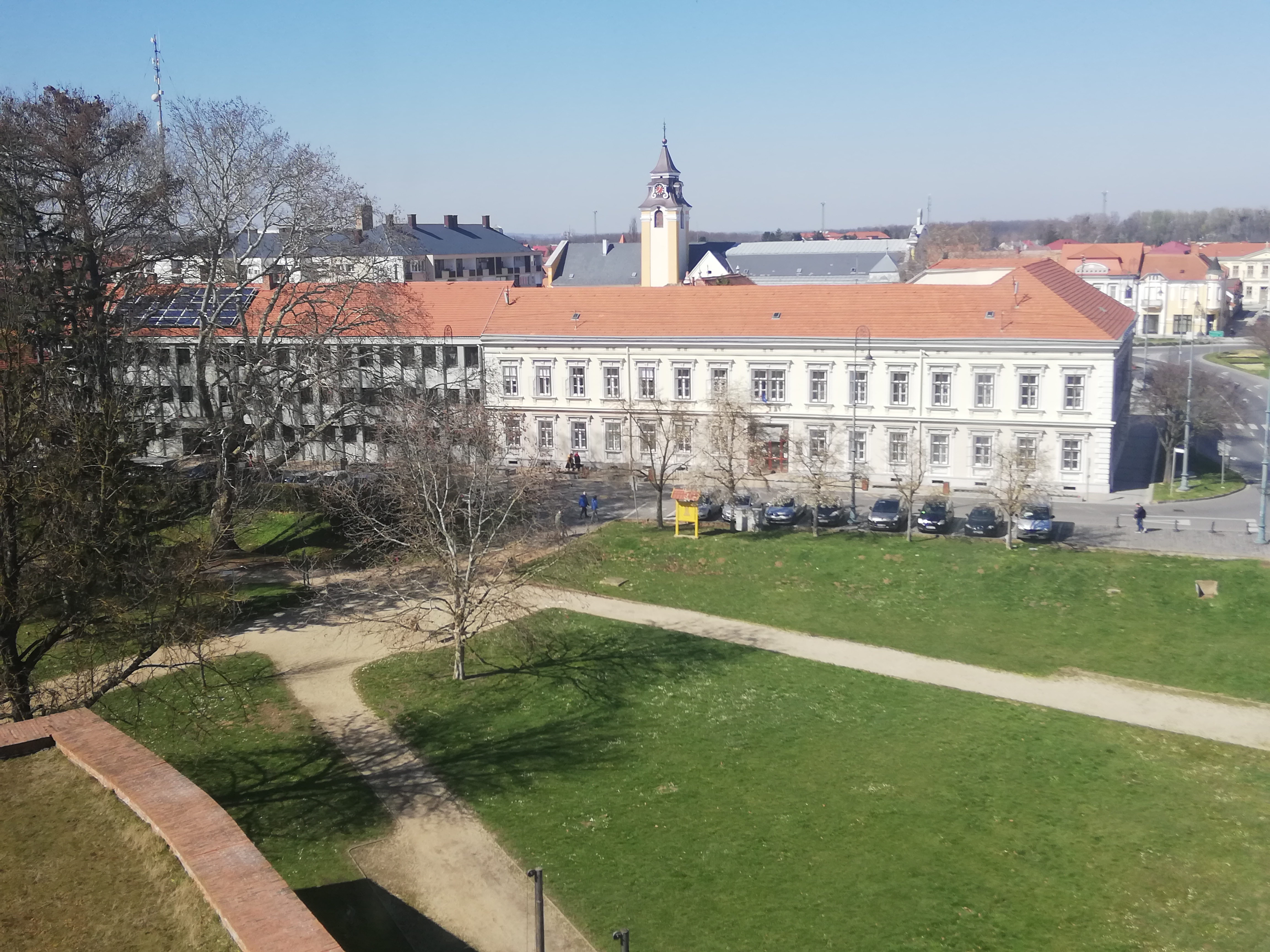
Kilátás a vártoronyból északnyugat felé
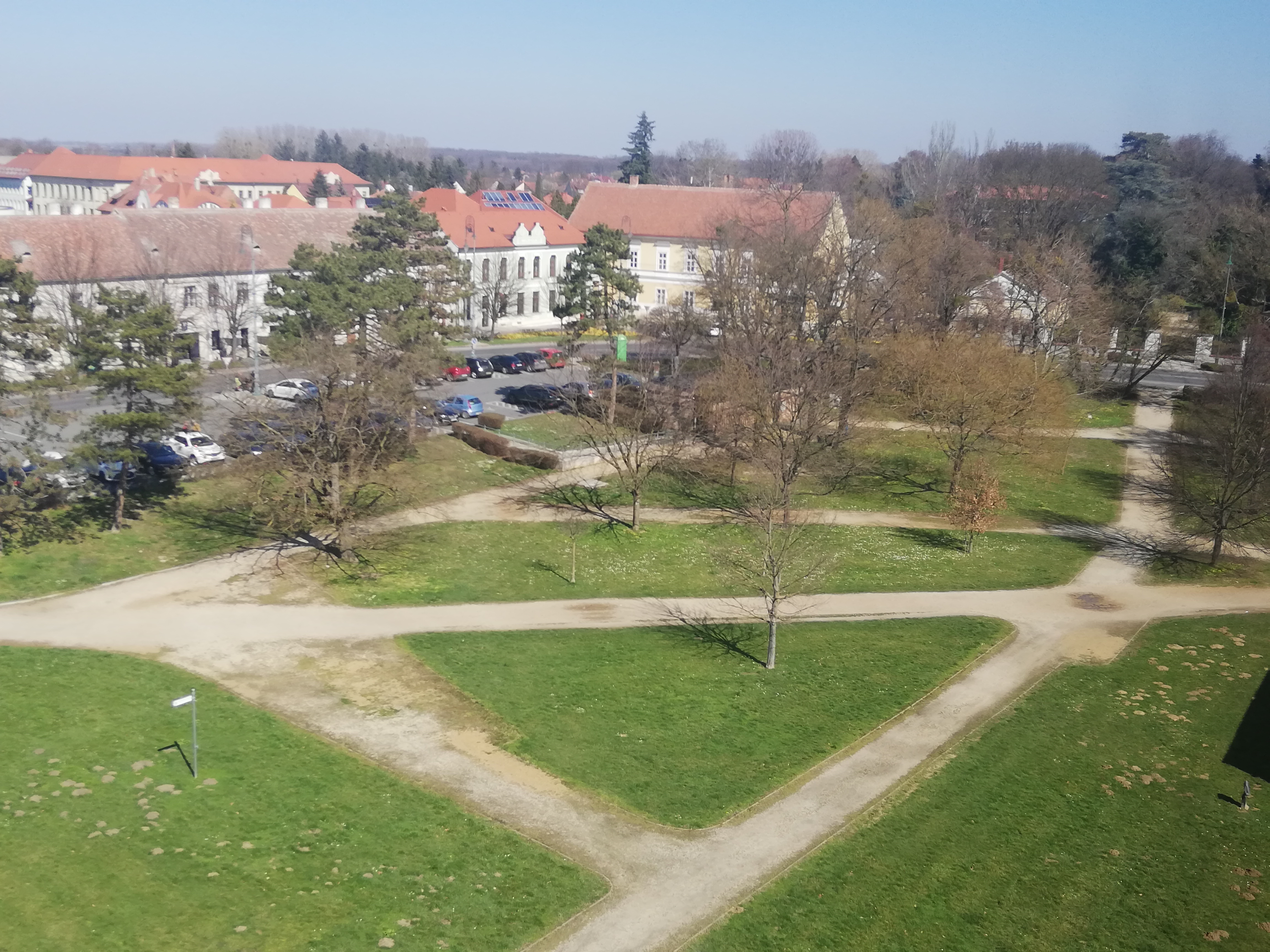
Kilátás a vártoronyból észak-északkelet felé
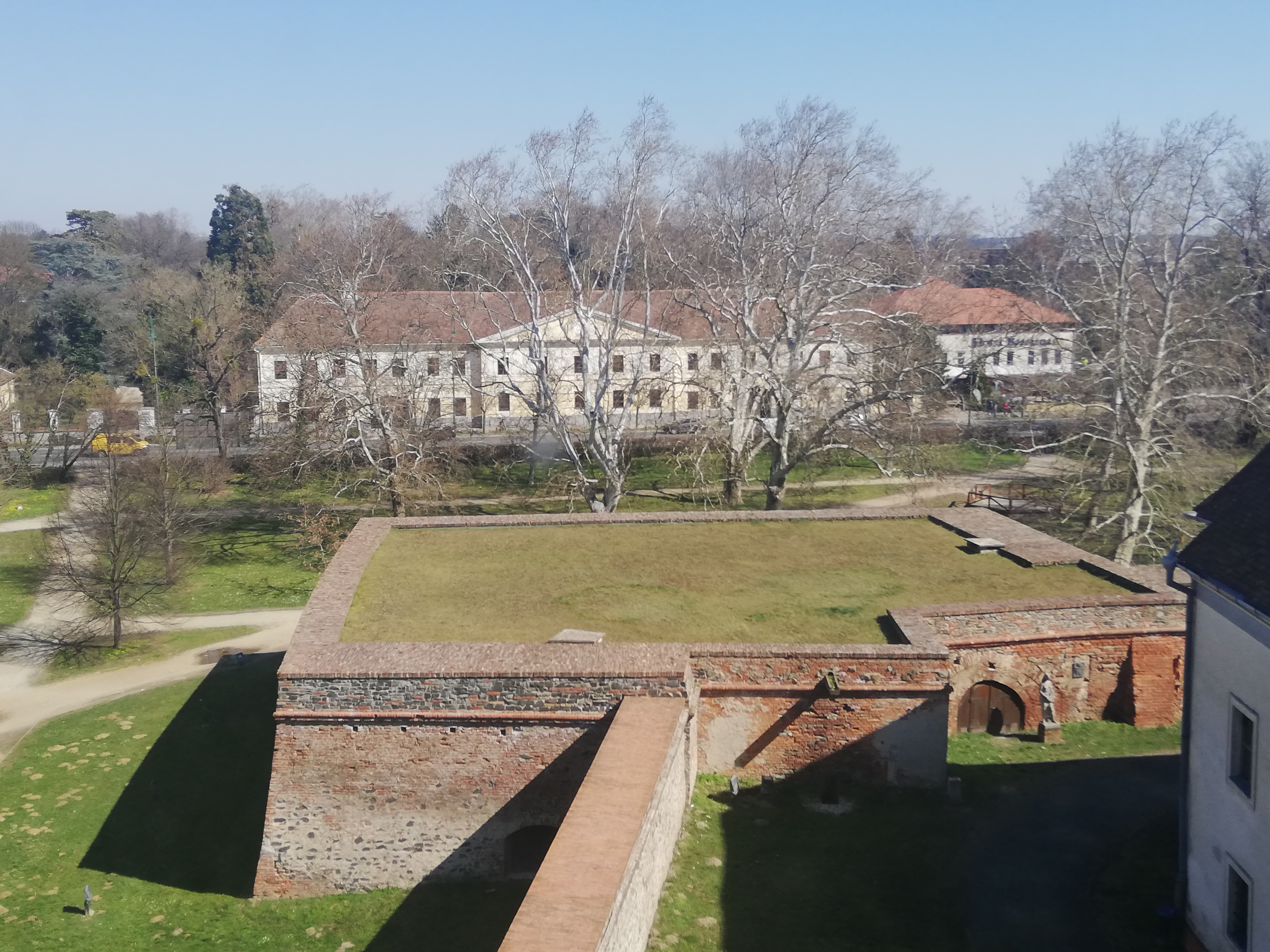
Kilátás a vártoronyból kelet-északkelet felé